# Nenndorfer Mörken
Das Nenndorfer Mörken (plattdeutsch Mörken ‚Mörchen‘, kleines Moor) ist ein Naturschutzgebiet in Papenburg im Landkreis Emsland.
In dem zwischen den Stadtteilen Tunxdorf, Nenndorf und Aschendorf gelegenen Moorgebiet mit einer Fläche von 30 ha ist eine typische Tier- und Pflanzenwelt anzutreffen – zum Beispiel Sonnentau. Große Teile der Moorfläche sind bewaldet. An den Rändern sind einzelne Grünlandparzellen zu finden.
Seit dem 26. November 1983 steht das Gebiet unter Naturschutz und hat das Kennzeichen NSG WE 145. Zuständige untere Naturschutzbehörde ist der Landkreis Emsland.